# Франгопуло Марієтта Харлампіївна
Марія-Марієтта Харлампіївна Франгопуло (рос. Мария-Мариэтта Харлампиевна Франгопуло; 8 (21) серпня 1901, Єйськ — 25 квітня 1979, Ленінград) — російська артистка балету, педагог, балетознавець. Заслужена працівниця культури Чуваської АРСР (1966). Автор праць із проблем сучасного балетного театру, портретів майстрів хореографії.

## Життя
1919 року закінчила Петроградське театральне училище (нині Академія російського балету імені А. Я. Ваганової).
У 1919—1947 роках працювала в Ленінградському державному академічному театрі опери та балету імені С. М. Кірова. 1922 року портрет Марієтти Франгопуло намалювала Зінаїда Серебрякова. Молоду актрису зображено в костюмі персонажу балету «Карнавал». За словами мистецтвознавця, «довірливо дивляться повні прихованої пристрасті очі Марієтти Харлампіївни Франгопуло. Вона дивно гарна в перламутровому східному балахоні» .
Від 1940 року викладала історію балету в Ленінградському хореографічному училищі (нині Академія російського балету імені А. Я. Ваганової).
Була ініціатором створення Науково-дослідного музею історії вітчизняної хореографічної освіти та музею Академії Російського балету імені А. Я. Ваганової у Ленінграді. Завідувала останнім в період 1957—1979 років.

## Праці
- Леонид Сергеевич Леонтьев. — Ленинград, 1939.
- Агриппина Яковлевна Ваганова. — Ленинград, 1948.
- Нина Александровна Анисимова. — Ленинград, 1951.
- Советский балет. — Ленинград, 1960.
- 75 балетных либретто. — Ленинград, 1960 (у співавторстві з Леонідом Ентелісом).
- Выразительные средства советского балета. — Ленинград, 1964.
- 100 балетных либретто. — Ленинград, 1966 (у співавторстві з Леонідом Ентелісом).
- Ленінградський балет. — Берлін, 1967 (німецькою мовою).
- Годы мира, годы войны // Константин Сергеев. — Москва, 1978.
- Пермские сезоны // Советский балет. — 1985. — № 4.